# 安冨祖正元
安冨祖 正元（あふそ せいげん、尚穆王34年2月15日（1785年3月25日）- 尚泰王18年1月26日（1865年2月21日））は、18世紀から19世紀に掛けての琉球王国の三線奏者。唐名は伊丕顕。

## 経歴・人物
琉球三線音楽の一流派「安冨祖流」の祖。首里西之平等汀志良次村（現：沖縄県那覇市首里汀良町）に生まれ、父を継いで国頭方久志間切嘉陽村の地頭職になったが、後年恩納間切安冨祖村の地頭に転じたので姓を安冨祖に改める。知念績高に長年学ぶ。当流の開祖屋嘉比朝寄が作り上げた細緻精巧の洗練や知念の工工四を伝えるなど、知念の実質的後継者である。兄弟弟子に20歳年下の野村安趙がおり、のち野村流と安冨祖流が二大流派として当流を継承し、今日に至っている。主な著書に尚育王11年（1845年）に著した『歌道要法』がある。